# Ekkehard Lommel
Ekkehard Lommel (* 14. Dezember 1913 in Weilburg; † 1. Oktober 2006 in Bensheim-Auerbach) war ein deutscher Kommunalpolitiker der SPD.
Vor seinem Amtsantritt am 19. April 1951 als Landrat des Landkreises Bergstraße war Lommel Regierungsrat im Hessischen Innenministerium. Im Jahre 1960 war er Gründungsvater des Naturparks Bergstraße-Odenwald als einem der ersten in Hessen, 1970 Mitbegründer des Raumordnungsverbandes Rhein-Neckar und 1980 Gründungsmitglied der Schutzgemeinschaft Deutscher Wald, Kreisverband Bergstraße sowie 1958 Gründer und jahrelanger Vorsitzender des Gewässerverbandes Weschnitz-Verband und 1966 Gründer und Vorsitzender des Lauter-Winkelbach-Verbandes. Lommel war Träger des Großen Verdienstkreuzes der Bundesrepublik Deutschland. Im Jahr 1976 erhielt er die Ehrenplakette des Kreises Bergstraße und 2001 wurde er zum Ehrenbürger der Stadt Lorsch ernannt.

## Werdegang
Lommel wurde als Sohn des Gerichtsassessors und späteren Amtsrichters Henner Lommel und seiner Ehefrau Gustel (geb. Schultze) geboren. Der Vater fiel im Ersten Weltkrieg. Nach dem Besuch der Volksschule und des humanistischen Gymnasiums Philippum in Weilburg, das er im Jahr 1933 mit der Reifeprüfung abschloss, studierte Lommel an den Universitäten Gießen und Königsberg Rechtswissenschaft und schloss das Studium mit Bestehen der ersten juristischen Staatsprüfung vor dem Justizprüfungsamt beim Oberlandesgericht Darmstadt am 19. Juni 1937 ab. Er war Mitglied der Studentenverbindung Akademische Gesellschaft Das Kloster Gießen. 
Nach einer siebenmonatigen Vorbereitung im Justizdienst am Amtsgericht Weilburg, erfolgte am 16. August 1938 die Ernennung zum Regierungsreferendar bei der Bezirksregierung in Magdeburg. Am 21. Dezember 1938 wurde Lommel mit der Arbeit Das Asozialenproblem und der Versuch seiner Lösung durch ein Bewahrungsgesetz, an der Universität Gießen promoviert.  Bis 1939 war er Regierungsreferendar im Landratsamt Wernigerode. Lommel wurde im Jahr 1939 Soldat und erlitt 1941 eine schwere Verwundung. Sodann absolvierte er eine Verwaltungsausbildung in Naumburg an der Saale und bei der Bezirksregierung in Merseburg, die er 1943 mit der Großen Staatsprüfung abschloss, woraufhin er als Regierungsassessor und später Regierungsrat tätig war. Im Juni 1945 wurde Lommel Geschäftsführer einer Schwerbeschädigten-Produktionsgenossenschaft im Oberlahnkreis, im Jahr 1949 Referent im Hessischen Ministerium des Innern, bevor er 1951 zum Landrat des Landkreises Bergstraße gewählt wurde.
In den Jahren 1963 bis 1965 war er zugleich Präsident des Hessischen Landkreistages.

## Familie
Ekkehard Lommel war der Neffe des Arztes, Politikers und Reichstagsabgeordneten Hans Lommel, sowie des Dermatologen Walther Schultze.